# Бајско-суботичка пешчара
Бајско-суботичка пешчара је мала издвојена пешчара која се налази у околини места Риђица, на крајњем северу Србије, уз државну границу са Мађарском. Површине је приближно 17 km², али не и географски, пошто се преко границе без прекида наставља у правцу Кишкунхалаш, као део Велике низије у Мађарској. Ова пешчара се у ширем смислу – у оквиру Србије – може сматрати целином са Суботичком пешчаром, ако се узме у обзир њихово слично порекло, па се може, провизорно, водити под именом „Бачка” пешчара, за разлику од Банатске т. ј. Делиблатске, иако је то нетачно, јер као што у Банату има и других пешчара осим Делиблатске тако их и у Бачкој има још неколико, осим Суботичке и Бајско-суботичке (види: Пешчара).
Ова пешчара, заједно са знатно већом Суботичком пешчаром (величине 150 km²) представља део велике Бајске пешчаре у Мађарској те су на тај начин повезане у јединствену географску целину.
С југа, такође као и Суботичка, наслања се директно на лесну зараван Телечке, али је за десетак километара ближе самом насељу (на 27 km) – алтернативни назив Телечка пешчара потиче од имена села Телечка у општини Сомбор.
На саму лесну зараван ова пешчара прелази директније него Суботичка пешчара. Иако се генерално сматра да постоји линија разграничења између педолошких целина пешчаре и лесне заравни Телечке, та граница није свуда јасна јер се песак одувек ширио путем ветра. Северни и северозападни ветар (северац) дува највећим делом године, тако да песак пешчаре навејава лесну зараван са прелазима у такозвани црни песак и чернозем измешан са песком. Геолошка основа песка пешчаре је, исто као и хумусним црницама, дебела наслага леса.
Што се биљног покривача тиче, ова пешчара није под шумом, већ је прекривена мањим плантажним виноградима и воћњацима од којих су многи због одлива становништва све више напуштени и запарложени, што помаже да се барем делимично поврати изглед некадашње природне средине.